# Zwiastowanie z Ustiuga
Zwiastowanie z Ustiuga (cs., ros. Устюжское Благовещение) – ikona przedstawiająca Zwiastowanie Bogurodzicy, powstała w XII w. w kręgu nowogrodzkiej szkoły ikonopisania. Napisana dla soboru św. Jerzego w monasterze pod tym samym wezwaniem w Nowogrodzie Wielkim, została przewieziona do Moskwy przez Iwana Groźnego. Następnie była związana ze świątyniami Kremla moskiewskiego – najpierw była ikoną patronalną w ikonostasie soboru Zwiastowania, następnie znajdowała się w ikonostasie soboru Zaśnięcia Matki Bożej. Po ich zamknięciu dla celów kultowych została przeniesiona do zbiorów moskiewskiej Galerii Trietiakowskiej.

## Historia
Według opisu w II latopisie nowogrodzkim i innych źródłach pisemnych z XVI–XVII w. ikona znajdowała się pierwotnie w Monasterze Jurjewskim w Nowogrodzie, w jego głównym soborze św. Jerzego, dla tej świątyni została napisana, a stamtąd została przeniesiona na Kreml moskiewski. Datowana na XII w. (według różnych autorów lata 1119–1130, 1130–1140 lub nawet okres 1130–1190), została przewieziona do Moskwy przez Iwana Groźnego.
Prawdopodobnie na początku była ikoną patronalną soboru Zwiastowania, a przed 1627 przeniesiono ją do soboru Zaśnięcia Matki Bożej. W XVI w. jej kopię umieszczono także w soborze św. Michała Archanioła na Kremlu, zaś dla soboru Zwiastowania napisano jej wariant z dodatkowymi klejmami. Znane są też liczne inne kopie ikony. Jedna z nich, przechowywana obecnie w muzeum Kołomienskoje, była ikoną patronalną nadbramnej cerkwi Zwiastowania w Monasterze Sołowieckim. 
Nazwę Zwiastowanie z Ustiuga, błędnie sugerującą pochodzenie wizerunku z Wielkiego Ustiuga, ukuto w XVIII w. w związku z błędnym utożsamieniem ikony z innym wizerunkiem maryjnym – Ustiuską Ikoną Matki Bożej. Błędnie powiązano ją również z postacią jurodiwego św. Prokopiusza z Ustiuga, który miał modlić się przed nią o ocalenie Wielkiego Ustiuga. Szczególne wspomnienie liturgiczne tej ikony wypada 8 lipca, według kalendarza juliańskiego.  

## Opis
Ikona o wymiarach 238 x 168 cm, wykonana w technice tempery na desce, przedstawia scenę Zwiastowania. Wyróżnia się prostotą kompozycji, z której wyeliminowano wszystkie zbędne detale. Maryja z motkiem czerwonej nici w dłoni stoi na stopniu ołtarza. Na wysokości piersi Matki Bożej ukazana jest postać Dzieciątka Jezus. Archanioł Gabriel wyciąga ku Maryi dłoń w geście błogosławieństwa. Przed chwilą wypowiedział słowa pozdrowienia Zdrowaś Mario łaskiś pełna, Pan z Tobą! Maryja pochyla lekko głowę w geście pokory w obliczu woli bożej. Ukazanie na ikonie Chrystusa jako nienarodzonego jeszcze Dzieciątka nawiązuje do tradycji, w myśl której Chrystus wcielił się właśnie w momencie, gdy Maria zgodziła się urodzić Syna Bożego. Chrystus jest nagi, tylko z przepaską na biodrach, co stanowi z kolei nawiązanie do jego przyszłego Ukrzyżowania. 
W górnej części ikony w mandorli ukazany jest Jezus Chrystus o rysach Boga Ojca na tronie, w otoczeniu aniołów, na błękitnym tle. Sugeruje to ukazanie i spełnienie woli Ojca przez Syna. Nie zachowało się pierwotne tło ikony i jeden z elementów kompozycji: promień z postacią Ducha Świętego ukazanego jako gołębica. Promień ten biegł od postaci Boga w górnej części kompozycji do łona Maryi.
Pierwotnie wizerunek znajdował się w koszulce (sukience); pierwsza z koszulek zaginęła podczas wojny francusko-rosyjskiej w 1812, drugą ufundowano na jej miejsce w XIX w.
Kopie ikony różnią się w pewnym stopniu od oryginału – przykładowo ikona z Monasteru Sołowieckiego w miejsce prostego złotego tła ma rozbudowaną kompozycję z motywami architektonicznym, a pomiędzy archaniołem Gabrielem i Maryją widoczna jest jaskinia i grota, w której narodzi się Jezus Chrystus.